# Trichomanes macilentum
Trichomanes macilentum är en hinnbräkenväxtart som beskrevs av V. d. Bosch. Trichomanes macilentum ingår i släktet Trichomanes och familjen Hymenophyllaceae. Inga underarter finns listade.